# 서대산로
서대산로(Gokgo-ro)는 충청남도 금산군 추부면 양청사거리에서 충청북도 옥천군 군서면 도계교 교차로를 잇는 도로이다.

## 주요 경유지
충청남도
- 금산군 (추부면)

충청북도
- 옥천군 (군서면)

## 노선
| 이름        | 접속 노선                 | 소재지 | 소재지 | 비고                 |
| ----------- | ------------------------- | ------ | ------ | -------------------- |
| 양청사거리  | 대학로                    | 금산군 | 추부면 |                      |
| 하마천교    |                           | 금산군 | 추부면 |                      |
| 추부 나늘목 | 통영대전고속도로 제35호선 | 금산군 | 추부면 |                      |
| 요광 교차로 | 금산로                    | 금산군 | 추부면 | 국도 제37호선과 중복 |
| 신평 교차로 | 신평공단로                | 금산군 | 추부면 | 국도 제37호선과 중복 |
| 신평교      |                           | 금산군 | 추부면 |                      |
| 신평삼거리  | 지방도 제601호선 (군북로) | 금산군 | 추부면 |                      |
| 성당교      |                           | 금산군 | 추부면 |                      |
| 도계교      |                           | 금산군 | 추부면 |                      |
|             | 옥천군                    | 군서면 |        |                      |

## 주요 시설및 건물
- GS칼텍스 삼융서대산충전소 (충청남도 금산군 추부면 서대산로 58)
- 추부면 행정복지센터 (충청남도 금산군 추부면 서대산로 93)
- GS25 금산비례점 (충청남도 금산군 추부면 서대산로 194)
- CU 금산비례점 (충청남도 금산군 추부면 서대산로 196-1)
- HD현대오일뱅크 서대산주유소 (충청남도 금산군 추부면 서대산로 477)
- CU 추부휴게소점 (충청남도 금산군 추부면 서대산로 523)
- HD현대오일뱅크 꿀벌주유소 (충청남도 금산군 추부면 서대산로 540)
- 세븐일레븐 금산추부중앙점 (충청남도 금산군 추부면 서대산로 550)
- 농협 만인산농협 하나로마트 신평점 (충청남도 금산군 추부면 서대산로 554)
- 서대산휴게소 (충청남도 금산군 추부면 서대산로 677)